# Laupen
Laupen, Berne là một đô thị trong huyện Bern-Mittelland, bang Bern, Thụy Sĩ. Đô thị này có diện tích 4,14 km², dân số thời điểm tháng 12 năm 2020 là 3230 người.